# 509-й парашутно-десантний полк (США)
509-й парашу́тно-деса́нтний полк армії США (англ. 509th Parachute Infantry Regiment (509th PIR)) — військова частина повітряно-десантних військ США. Перший парашутно-десантний полк американської армії, який вступив в бій у Північній Африці за часів Другої світової війни. На сьогоднішний день батальйони полку входять до складу 4-ї бойової повітряно-десантної бригадної групи 25-ї піхотної дивізії.